# العشايش (مزراوة)
العشايش هي إحدى مشيخات المملكة المغربية، تتبع جغرافيا لإقليم تاونات وإداريًا لمزراوة. يقدر عدد سكانها بـ 244 نسمة حسب الإحصاء الرسمي للسكان والسكنى لسنة 2004.